# Un metro indietro
Un metro indietro è un singolo dell'attore italiano Jerry Calà, pubblicato il 29 giugno 2020.

## Descrizione
Il singolo è stato scritto da Calà in collaborazione con Danti, il testo si ricollega alla Pandemia di COVID-19 del 2019-2021 e ironizza sulle conseguenti norme di distanziamento sociale. Il videoclip è stato realizzato sotto forma di cartone animato dagli illustratori e animatori Dan e Dav, che vi appaiono anche in un cameo assieme a Danti. La canzone è stata prodotta da RTL 102.5 attraverso l’etichetta discografica Baraonda Edizioni Musicali.

## Tracce
1. Un metro indietro – 2:59 (Jerry Calà, Danti)